# Chac Mool

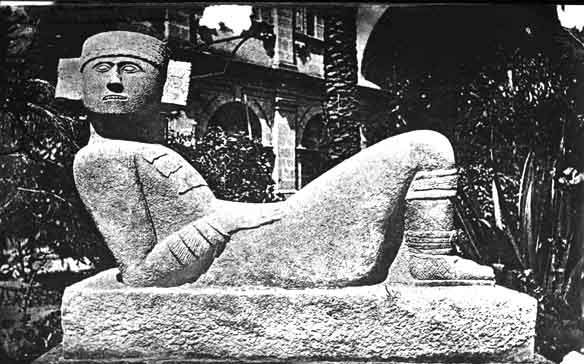
Chac Mool nel sito di Chichén Itzá

Il Chac Mool è un modello di scultura con funzione di altare, tipico della mesoamerica precolombiana che riproduce una figura umana, adorna di gioielli, in posizione reclinata con la testa alzata e rivolta verso il lato destro, con un recipiente appoggiato sul ventre.
Su questo recipiente venivano appoggiate le offerte in occasione dei sacrifici;  nella cultura azteca, questi sacrifici potevano arrivare a sangue e cuori umani; secondo altri, avendo il recipiente forma circolare, richiamerebbe il cenote e avrebbe potuto contenere della semplice acqua, e avere la stessa funzione di uno specchio di ossidiana, usato nella cultura nahuatl come strumento per la meditazione.
Il significato certo della posizione della statua rimane tuttavia sconosciuto.

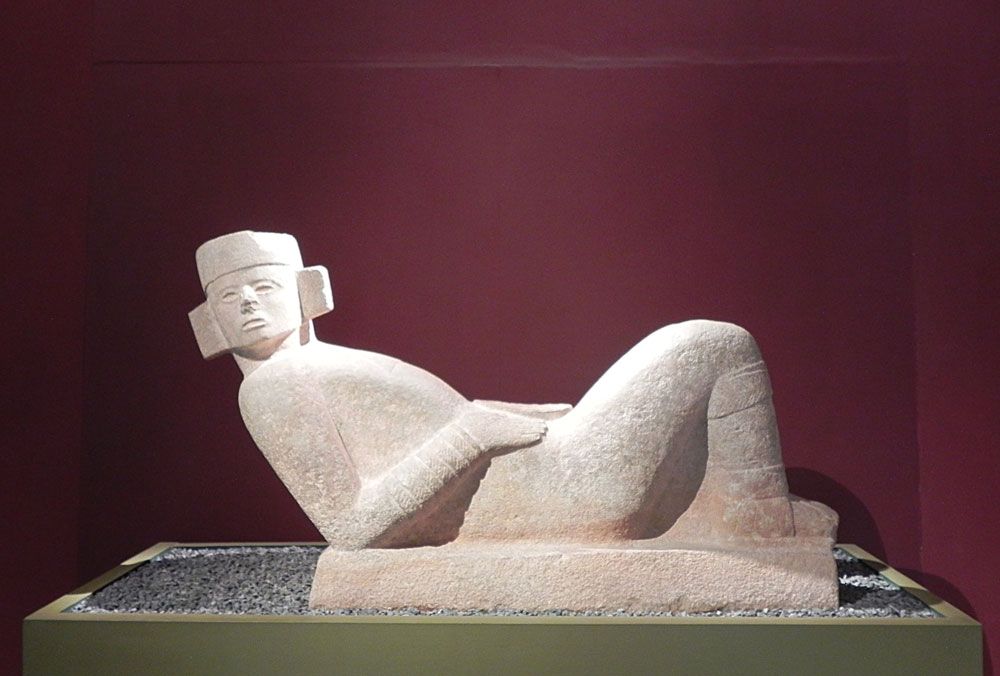
Chac-Mool, 800-900A.D. Museo Regionale di Antropologia e Storia dello Yucatán, Mérida

I Chac Mool sono stati trovati all'interno o attorno ai templi nei siti toltechi e in altri siti messicani del periodo postclassico, nonché nei siti postclassici della civiltà Maya con pesanti influenze tolteche, come ad esempio Chichén Itzá.
Il nome originale di questo tipo di sculture rimane sconosciuto. Il nome Chac Mool viene attribuito arbitrariamente dall'archeologo dilettante Augustus Le Plongeon, che portò alla luce una delle statue a Chichén Itzá nel 1875. Le Plongeon chiamò la statua Chaacmol, traducendolo dal Maya yucateco come l'artiglio veloce come un fulmine. Secondo Le Plongeon la statua avrebbe raffigurato un precedente dominatore di Chichén Itzá. 
Il sostenitore di Le Plongeon, lo statunitense Stephen Salisbury, pubblicò un articolo sulle sue scoperte, correggendo tuttavia l'ortografia in chacmool dall'antica parola Maya indicante il puma.

Sono stati trovati Chac Mool in tutto il Messico centrale e lo Yucatán. Oltre a Chichén Itzá e Tula, possiamo ricordare Città del Messico, Cempoala nel Michoacán nonché Tlaxcala e Quiriguá in Guatemala.
I Chac Mool non vanno confusi con Chaac, una delle principali divinità della mitologia Maya, associato principalmente con il tuono e la pioggia, ma che non ha relazione con questo tipo di sculture.